# Орловский (Рязанская область)
Орловский — посёлок в Пронском районе Рязанской области, административный центр Орловского сельского поселения.

## География
Посёлок расположен на обоих берегах реки Кердь в 9 км на юго-запад от райцентра рабочего посёлка Пронск.

## История
В 1929 году деревня Котовка, располагавшаяся на правом берегу Керди становится центром Котовского сельсовета Пронского района Рязанского округа Московской области, с 1937 года — в составе Рязанской области. Перед Великой Отечественной войной на левом берегу Керди был организован скотоводческий совхоз «Котовский». В 1957 году посёлок совхоза Орловский и деревня Котовка входили в состав Архангело-Слободского сельсовета. В 1980-е годы посёлок совхоза Орловский становится центром Орловского сельсовета, в 1990-е посёлок переименован в Орловский в его состав включена упразднённая деревня Котовка. С 2005 года посёлок Орловский центр Орловского сельского поселения.

## Население
| 2010 |
| ---- |
| 402  |

## Инфраструктура
В посёлке имеются Орловская основная общеобразовательная школа, детский сад, отделение связи.